# Національна служба геології та гірничої справи
Національна служба геології та гірничої справи (ісп. Servicio Nacional de Geología y Minería ; SERNAGEOMIN) — державна установа Чилі. Її функція полягає в наданні геологічної інформації та порадах, технічній допомозі уряду, державним і приватним організаціям, а також у регулюванні гірничодобувної промисловості в Чилі .
Служба була утворена в 1980 році шляхом об'єднання Інституту геологічних розвідок і Державної служби шахт. Її директора призначає президент Чилі.
З 1974 року SERNAGEOMIN видає науковий журнал Andean Geology, як раніше називався Revista Geológica de Chile.